# Guatteria augusti
Guatteria augusti là một loài thực vật thuộc họ Annonaceae. Đây là loài đặc hữu của Peru.